# Rey Fénix
Rey Fénix, tidigare Máscara Oriental eller bara Fénix, född 25 december 1990, är en mexikansk luchador (fribrottare) från Mexico City. Fénix gjorde sin debut för Lucha Libre AAA Worldwide 2011 och senare var en av huvudkaraktärerna i TV-serien/fribrottningsförbundet Lucha Underground. Hans äldre bror är fribrottaren Pentagon Jr., tidigare Dark Dragon. Fenix lämnade AAA år 2016, men återvände 2018. 
Han är sedan 2019 under kontrakt med All Elite Wrestling i USA, där han tillsammans med sin bror Pentagon Jr. utgör laget The Lucha Brothers. Tillsammans med den brittiska fribrottaren Pac bildar de trion Death Triangle i AEW.